# Susan Wolfe
Pour les articles homonymes, voir Wolfe.
Ne doit pas être confondu avec Susan Wolf.
Susan Wolfe, née 1950 à San Bernardino en Californie, est une femme de lettres américaine, auteure de roman policier.

## Biographie
Susan Wolfe fait des études à l'université de Chicago et obtient un diplôme en droit à l'université Stanford. Elle est avocate pendant seize ans, d'abord en tant qu'avocate de la défense pénale, puis en tant qu'avocate interne pour les entreprises de haute technologie de la Silicon Valley.
En 1989, elle publie son premier roman, The Last Billable Hour, avec lequel elle est lauréate du  prix Edgar-Allan-Poe 1990 du meilleur premier roman et est nommée pour le prix Anthony et le prix Macavity.  

## Œuvre

### Romans
- The Last Billable Hour (1989)
- Escape Velocity (2016)

## Prix et distinctions

### Prix
- Prix Edgar-Allan-Poe 1990 du meilleur premier roman pour The Last Billable Hour[1]

### Nominations
- Prix Anthony 1990 du meilleur premier roman pour The Last Billable Hour[2]
- Prix Macavity 1990 du meilleur premier roman pour The Last Billable Hour[3]